# Швадерлох
Швадерлох (нім. Schwaderloch) — громада  в Швейцарії в кантоні Ааргау, округ Лауфенбург.

## Географія
Громада розташована на відстані близько 90 км на північний схід від Берна, 23 км на північ від Аарау.
Швадерлох має площу 2,8 км², з яких на 11,5% дозволяється будівництво (житлове та будівництво доріг), 35,8% використовуються в сільськогосподарських цілях, 41,9% зайнято лісами, 10,8% не є продуктивними (річки, льодовики або гори).

## Демографія
2019 року в громаді мешкало 685 осіб (+1,5% порівняно з 2010 роком), іноземців було 24,4%. Густота населення становила 246 осіб/км².
За віковим діапазоном населення розподілялося таким чином: 17,2% — особи молодші 20 років, 63,5% — особи у віці 20—64 років, 19,3% — особи у віці 65 років та старші. Було 285 помешкань (у середньому 2,4 особи в помешканні).
Із загальної кількості 215 працюючих 12 було зайнятих в первинному секторі, 124 — в обробній промисловості, 79 — в галузі послуг.